# Isole Canton ed Enderbury
Il Condominio delle Isole Canton ed Enderbury (in inglese Canton ed Enderbury Islands Condominium) era il nome coloniale di un gruppo di isole nel Pacifico centrale, che ora costituisce la nazione di Kiribati. Le isole furono una delle vitali basi aeree e navali per la rotta verso le Americhe e verso le Filippine e l'Australia, reclamate sia dal Regno Unito che dagli Stati Uniti.

## Storia
Dal 1939 al 1979, formarono un condominio anglo-americano con l'amministrazione esercitata da entrambi gli stati congiuntamente. Il resto delle Isole della Fenice continuarono ad essere reclamate dal governo statunitense sulla base del Guano Islands Act, ma ad eccezione dell'Isola di Hull sono infine state abbandonate ad esclusivo controllo inglese sino al 1979.
Gli Stati Uniti e il Regno Unito rinunciarono congiuntamente alla situazione di condominio a favore del governo del nuovo stato indipendente di Kiribati sulla base del Trattato di Tarawa del 1979 che segnò quindi anche la cessazione dell'esistenza del condominio. In questo trattato, gli Stati Uniti riconobbero la sovranità del Kiribati su quattordici isole, ma si riservò il diritto di utilizzare le basi militari locali. Attualmente le isole fanno parte del gruppo amministrativo delle Isole della Fenice della repubblica di Kiribati.
In realtà le isole sono sempre state poco abitate: basti pensare che nel 2005 la popolazione dell'isola di Canton era di 41 persone. Al maggio del 2010 la popolazione è scesa a 24 unità, di cui 14 adulti e 10 bambini. L'unico villaggio sull'isola è Tebaronga. Enderbury è disabitata.
Nel 2006, il governo di Kiribati ha dichiarato le isole, assieme alle Isole della Fenice, area marina protetta per preservarne la flora e la fauna uniche.